# David Daniels
David Harley Daniels (Fort St. John, 2 aprile 1971) è un ex cestista e allenatore di pallacanestro canadese.

## Carriera
Con il Canada ha disputato i Campionati mondiali del 1998, i Giochi olimpici di Sydney 2000 e i Campionati americani del 2001.